# Нететал
Нететал (њем. Nettetal) град је у њемачкој савезној држави Северна Рајна-Вестфалија. Једно је од 9 општинских средишта округа Фирзен. Према процјени из 2010. у граду је живјело 42.250 становника. Посједује регионалну шифру (AGS) 5166016, NUTS (DEA1E) и LOCODE (DE NTL) код.

## Географски и демографски подаци
Нететал се налази у савезној држави Северна Рајна-Вестфалија у округу Фирзен. Град се налази на надморској висини од 40 метара. Површина општине износи 83,9 km². У самом граду је, према процјени из 2010. године, живјело 42.250 становника. Просјечна густина становништва износи 504 становника/km².

## Међународна сарадња
| Мјесто         | Држава               | Врста сарадње | Од    |
| -------------- | -------------------- | ------------- | ----- |
| Елк            | Пољска               | партнерство   | 1999. |
| Фенланд        | Уједињено Краљевство | партнерство   | 1989. |
| Кодбек ан Кокс | Француска            | партнерство   | 1967. |
| Извор          |                      |               |       |